# Abraham Niyonkuru
Abraham Niyonkuru, född 26 december 1989, är en friidrottare från Burundi. Han deltog vid olympiska sommarspelen 2016.